# Frasinu (okręg Vaslui)
Frasinu – wieś w Rumunii, w okręgu Vaslui, w gminie Poienești. W 2011 roku liczyła 396 mieszkańców.